# Euer Ehren (Fernsehserie)
Euer Ehren ist eine deutsch-österreichische Fernsehserie des Regisseurs David Nawrath von 2022. Sie erzählt von einem Innsbrucker Richter, der mit illegalen und unethischen Mitteln seinen jugendlichen Sohn vor der Selbstjustiz einer kriminellen Organisation zu bewahren versucht, die ihm wegen eines Verkehrsunfalls mit Fahrerflucht droht. Die Hauptrollen werden von Sebastian Koch, Tobias Moretti, Paula Beer und Ursula Strauss verkörpert. Das Drehbuch von David Marian und David Nawrath basiert auf der israelischen Serie Kvodo (2017), die auch unter dem Titel Your Honor mit Bryan Cranston als Richter adaptiert wurde.
Die komplette Miniserie wurde am 2. April 2022 in der ARD Mediathek veröffentlicht, die Erstausstrahlung im Ersten und im ORF erfolgte am 9. und 10. April 2022.

## Handlung

### Teil 1–4 (ARD) bzw. 1–2 (ORF)
Michael Jacobi ist Richter am Oberlandesgericht Innsbruck und kämpft seit Jahren gegen das organisierte Verbrechen. Mit der Verurteilung des serbischen Clanchefs Radan Sailovic gelang ihm ein wichtiger Schlag.
Eines Tages verursacht sein Sohn Julian, dessen Mutter sich vor über zwei Jahren das Leben genommen hat, aus Frust nach einer gescheiterten Führerscheinprüfung einen Unfall, bei dem Zlatan Sailovic, der Sohn dieses Clanchefs, schwer verletzt wird. In Panik begeht Julian, der unter Asthma leidet, Fahrerflucht. Richter Jacobi will seinen Sohn vor der Rache des Drogenkartells bewahren. Dabei verstößt er allerdings gegen ethische Grundsätze und bricht mit Gesetz und Recht. 
Bei Kommissarin Gabriele Kirchner meldet Richter Jacobi das Unfallfahrzeug als gestohlen. Seinen Freund, den Zollbeamten Franz Brunner, bittet er, das Fahrzeug verschwinden zu lassen. Der beauftragt damit den Autoschieber Sascha Zuber. Bei dem Treffen sieht Jacobi aus der Entfernung zu. Allerdings taucht das Auto, das Julians Großmutter Emilia Baumbach gehört, bald darauf wieder auf. Sascha Zuber wird von der Polizei festgenommen. Kommissarin Kirchner ermittelt weiter und die Polizei findet heraus, dass es sich bei dem Fahrzeug um den Unfallwagen handelt. Außerdem findet sich am Unfallort ein Asthmaspray; die DNA stammt jedoch nicht von Sascha Zuber. Die Schwester des Unfallopfers, Arija Sailovic, vermutet einen Anschlag und sinnt auf Rache. 
Sascha Zuber wird von der Rechtsanwältin Lisa Schwarz vertreten. Sie beantragt für ihren Mandanten Zeugenschutz. Als ihr langjähriger Mentor versucht Jacobi, Strafverteidigerin Schwarz sowie Staatsanwalt Stefan Nisch zu beeinflussen. Jacobi möchte verhindern, dass Zuber in den Zeugenschutz kommt und gegen ihn aussagt. Richter Jacobi gibt Franz Brunner für Sascha Zubers Mutter 50.000 Euro. Brunner soll ihr diesen Betrag als Entschädigung anbieten, falls Sascha wegen Franz ins Gefängnis kommen sollte. Später erzählt Brunner Jacobi, dass sie nochmals 50.000 Euro möchte, dafür halte Sascha den Mund und gehe, falls notwendig, ins Gefängnis. Die weiteren 50.000 Euro leiht sich Jacobi von Emilia.
Dem Fabrikanten Uli Lindner, Großschlachter und Drogenschieber, und Muhr, seinem Mann fürs Grobe, kommt inzwischen eine Lieferung an die ’Ndrangheta abhanden, die ihm der Sailovic-Clan gestohlen hat. Der Fahrer wird ermordet. Die Sailovics vermuten, dass Lindner hinter dem möglichen Anschlag auf Zlatan Sailovic stecken könnte.
Von Walli Zuber, dem Bruder von Sascha und einem Mitarbeiter von Lindner, erfährt Lindner von dem Geld, das Brunner seiner Mutter für ihr Schweigen gegeben hat. Lindner versucht, Brunner mit dem Wissen darüber unter Druck zu setzen, sodass er bei seinen Transporten ein Auge zudrückt. Der weigert sich allerdings zunächst. Muhr übt daher weiter Druck aus, indem er Benny, den kleinen Sohn von Eva und Franz Brunner, kurz entführt. Eva möchte diesen Vorfall der Polizei melden, Franz hindert sie jedoch daran.
Außerdem überlegt Jacobi, der mit Minister Kreidel befreundet ist, als Generalsekretär im Justizministerium in die Politik zu gehen, nicht zuletzt deshalb, um damit unter Staatsschutz zu stehen. Konkurrentin um diese Position ist Staatsanwältin Margarethe Zeiliger. Währenddessen möchte Arija Sailovic, die Tochter des inhaftierten Clanchefs Radan, von Jova Sailovic, ihrem Onkel, dem sie Untätigkeit vorwirft, die Familiengeschäfte übernehmen. Zlatan erwacht zwischenzeitlich aus dem Koma.
Nachdem Lisa Schwarz Kommissarin Gabriele Kirchner erzählt hat, dass sie auf Empfehlung von Richter Jacobi die Vertretung von Sascha Zuber übernommen hat, wird Kirchner hellhörig. Auf die Frage, woher Jacobi wusste, dass Zuber sein Auto gestohlen hatte, gibt er an, es von ihr selbst erfahren zu haben; Kirchner ist sich jedoch sicher, es ihm nicht erzählt zu haben.
Lindner trifft sich mit Jova Sailovic, um seine Drogen zurückzuerhalten. Dabei gibt er an, mit dem Unfall von Zlatan nichts zu tun zu haben, obwohl dieser ihn erpresst hatte. Richter Jacobi informiert Arija Sailovic mittels eines anonymen Anrufs per Prepaid-Handy, dass Sascha Zuber am Folgetag in den Zeugenschutz kommen soll und dass Zuber Zlatan angefahren haben soll. Sascha wird daraufhin am nächsten Morgen von Bojan und einem weiteren Gefängnisinsassen niedergestochen und dadurch getötet.

### Teil 5–6 (ARD) bzw. 3 (ORF)
Julian gesteht seiner Freundin, dass er einen Unfall verursacht hat; sie rät ihm zur Selbstanzeige. Bei der Anhörung für die Position des Generalsekretärs hat Richter Jacobi einen Blackout, während Mitbewerberin Margarethe Zeiliger eine gute Figur macht. Jacobi möchte von seinem Freund, Minister Kreidel, eine zweite Chance, dieser sieht für Jacobi allerdings wenig Chancen auf den Posten und vertröstet ihn nur. 
Während Franz Brunner sich zunächst gegenüber Fabian, seinem Arbeitskollegen beim Zoll, der mit Lindner zusammenarbeitet, kooperativ zeigt, zweigt er bei einem der Transporte 2,5 Kilogramm der Drogen für sich ab, um diese auf eigene Rechnung weiterzuverkaufen. Er wird jedoch beim Versuch eines Weiterverkaufs um das Geld betrogen.
Kommissarin Kirchner findet zufällig heraus, dass Julian Jacobi Asthmatiker ist, nachdem sie durch ihre Fragen an ihn bei ihm einen Asthmaanfall ausgelöst hat. Für weitere Ermittlungen möchte sie einen DNA-Abgleich mit der am Unfallort gefundenen DNA-Probe des Asthma-Inhalators erzielen, erhält dafür aber keine Genehmigung. Trotzdem lässt sie den Abgleich ohne Erlaubnis durchführen und wird daraufhin vom Dienst suspendiert. 
Sie geht mit dem Untersuchungsergebnis, das eine hohe Übereinstimmung der beiden Proben bescheinigt, zur Staatsanwältin Margarethe Zeiliger. Diese weigert sich jedoch, weitere Schritte gegen Richter Jacobi und dessen Sohn einzuleiten, weil der DNA-Abgleich ohne Genehmigung durchgeführt worden war.
Gegenüber Muhr droht Lindner, den Sailovic-Clan „auszuradieren“, nachdem er festgestellt hat, dass in dem vom Clan ursprünglich gestohlenen und nun zurückerlangten LKW die Kühlung ausgeschaltet wurde, sodass die Ware verdorben angekommen ist. Der zwischenzeitlich aus dem Koma erwachte Zlatan Sailovic wird bald darauf von Muhr auf der Intensivstation erschossen. Nachdem Muhr auch Jova Sailovic in seinem Haus erschossen hat, wird er von Arija Sailovic getötet. Der inhaftierte Radan Sailovic überlebt einen Anschlag auf ihn schwer verletzt.
Lindner findet heraus, dass die 50.000 Euro, die Christina Zuber von Franz Brunner erhalten hatte, von Jacobi stammten, und droht ihn damit zu erpressen, falls Jacobi etwas über seine illegalen Geschäfte, über die Jacobi von Brunner erfahren hat, veröffentlichen sollte. Jacobi droht Lindner, ihn so wie Radan Sailovic hinter Gitter zu bringen. Gemeinsam mit Brunner entführt Jacobi Lindner in ein abgelegenes Tal und erschießt ihn, als er Brunner angreift.
Die neue Clanchefin Arija Sailovic erfährt, dass Michael Jacobi hinter dem Unfall steckt, da der eingeschüchterte Mitinsasse des getöteten Sascha Zuber im Rahmen des beantragten Zeugenschutzprogramms den Namen des Richters (der öffentlichkeitswirksam ja auch bereits den Vater von Arija Sailovic, Radan Sailovic, für zwölf Jahre hinter Gitter brachte) einem inhaftierten Clanmitglied, das am Mord Zubers beteiligt war, verriet. Nachdem der Sailovic-Clan Jacobi zuhause einen Besuch abgestattet hat, plant der Richter mit seinem Sohn die Flucht. Julian gesteht seinem Vater, dass er Zlatan Sailovic vorsätzlich angefahren hat, weil dieser vor einigen Jahren Julians Mutter vergewaltigt hatte und Julian dabei zusehen musste. Hinter dem Rücken seines Vaters geht Julian zur Polizei und zeigt sich selbst an. Gegenüber der Polizei behauptet er, seinem Vater von dem Vorfall nichts erzählt zu haben.
Jacobi trifft sich mit Sailovic und bittet sie, sich an ihm zu rächen und nicht an seinem Sohn. Außerdem erzählt er ihr von der Vergewaltigung durch ihren Bruder an seiner Frau. Arija verspricht, die Jacobis zu verschonen, solange Richter Jacobi in seinen beruflichen Positionen im Sinne ihres Clans handelt. Nachdem Margarethe Zeiliger von einem Kleintransporter überfahren worden ist, erhält Richter Jacobi doch noch die Position des Generalsekretärs im Justizministerium.

## Produktion und Hintergrund

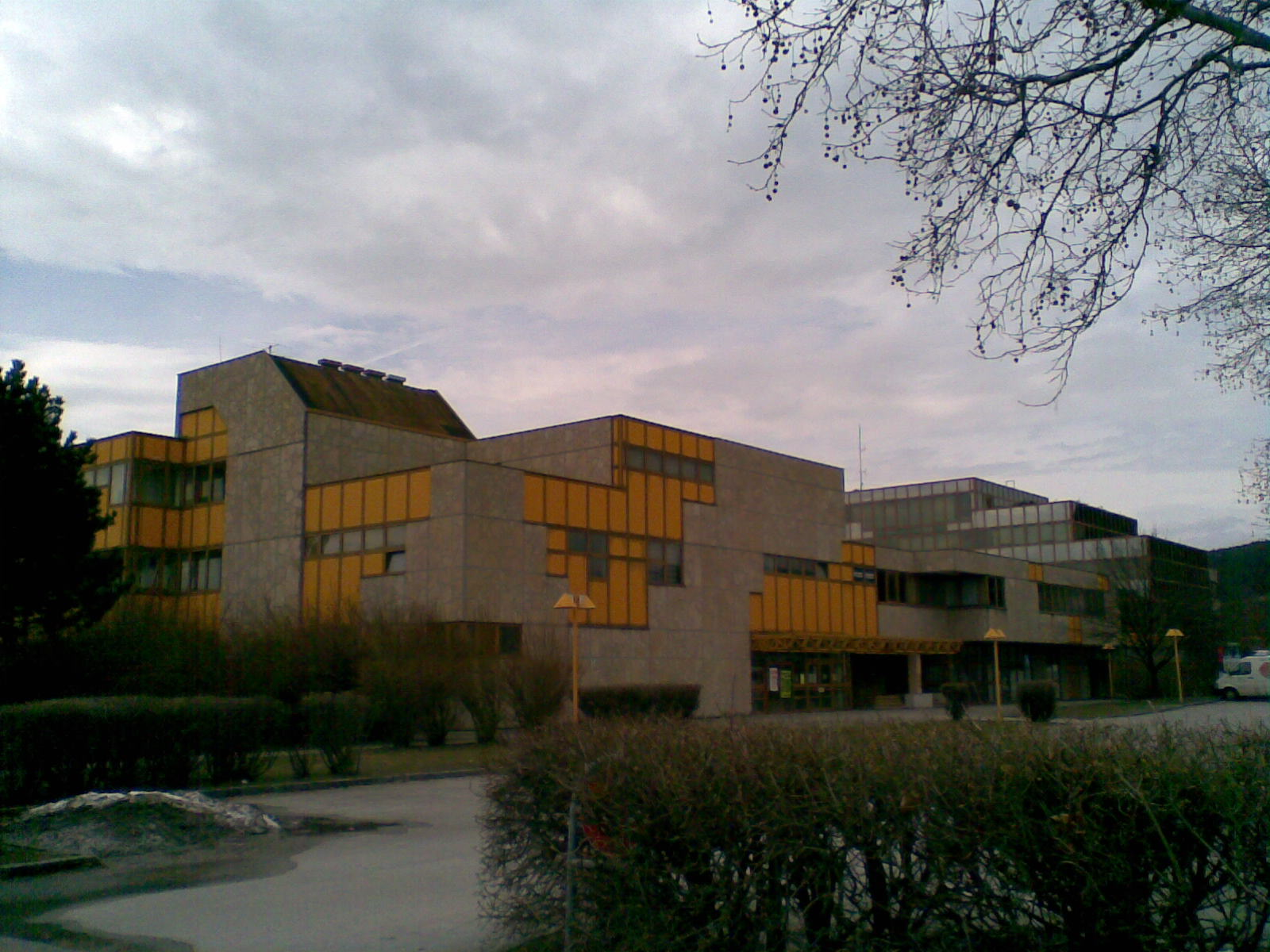
Einer der Drehorte: Das Stadtzentrum der Stadtgemeinde Ternitz

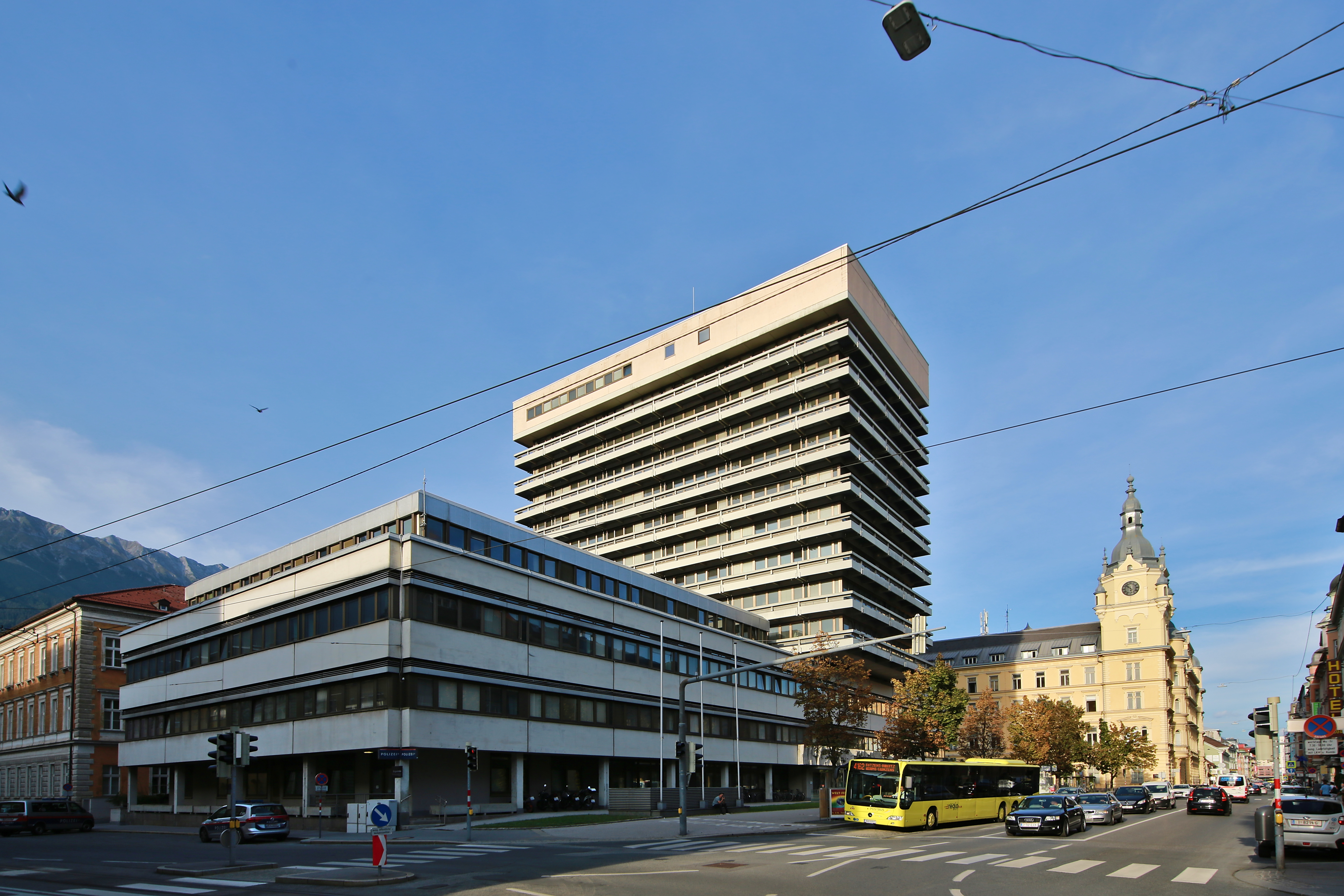
Der Neubau des Oberlandesgerichts Innsbruck

Die Dreharbeiten fanden vom 13. Januar bis zum 13. April 2021 in Tirol, Wien und Niederösterreich statt. Drehorte waren unter anderem das Rathaus der Stadtgemeinde Ternitz, wo Szenen, die am Oberlandesgericht Innsbruck spielen, entstanden, und die Justizanstalt Gerasdorf.
Produziert wurde die Serie von der deutschen Square One Entertainment (Produzent Al Munteanu) in Koproduktion mit der österreichischen Mona Film der Produzenten Thomas Hroch und Gerald Podgornig. Beteiligt waren die ARD (ARD Degeto) und der ORF. Unterstützt wurde die Produktion vom Fernsehfonds Austria und Cine Tirol Film Commission.
Die Kamera führte Tobias von dem Borne. Für das Szenenbild zeichnete Andreas Sobotka verantwortlich, für das Kostümbild Caterina Czepek, für den Ton Thomas Szabolcs und Wolfgang Wanderer, für die Maske Danijela Brdar und Heike Sekera und für das Casting Nicole Schmied.
Im Gegensatz zur israelischen Vorlage wird kein Kind einer Mafiafamilie in den Unfall verwickelt, sondern der Sohn eines serbischen Clanchefs.

## Rezeption

### Kritiken
Christian Mayer befand in der Süddeutschen Zeitung, dass die Serie nicht nur wegen des grandiosen Hauptdarstellers Sebastian Koch ein Glanzstück sei, auch in den Nebenrollen sei der Sechsteiler großartig besetzt. Zu den Stärken des Drehbuchs gehöre, dass sich die sozialen Milieus zunehmend verknoteten, bis man die Abgehängten am untersten Rand nicht mehr von den Leuten mit Geld, Einfluss und Status unterscheiden könne. Die Szenerie erinnere öfter an die Sky-Produktion Der Pass und sei das Gegenbild zur Bergdoktor-Idylle.
Martina Kalweit vergab auf tittelbach.tv fünf von sechs Sternen. Der Sturz des Helden aus dem Olymp der Aufrichtigen bis zum Kniefall vor dem Feind sei passend unterkühlt inszeniert, mit wunderbar eisigen Feinden, top besetzt und hochspannend. Die Unerbittlichkeit der Abwärts-Spirale spiegele sich in der kalten, farblosen Welt winterlicher Alpentäler und einem Innsbruck ohne Horizont.
Torsten Zarges bezeichnete Sebastian Koch auf dwdl.de in der Rolle des Michael Jacobi als Sternstunde der mitreißenden Figurenführung. Die grauen, düsteren und bedrohlichen Tiroler Berglandschaften kesselten die Welt des Richters Jacobi förmlich immer enger ein, je weiter sich dieser von Gesetz und Moral entferne. Angenehm trage bei, dass mehrere Figuren den Tiroler Dialekt durchklingen lassen dürften, was für deutsche Produktionen nicht unbedingt selbstverständlich sei. Allen voran komme Tobias Moretti als Fleischfabrikant Uli Lindner wie eine Naturgewalt daher.
Rouven Linnarz bewertete die Serie auf film-rezensionen.de mit acht von zehn Punkten. Sie sei eine interessante und spannende Adaption des israelischen Originals. Nawrath gelinge gute TV-Unterhaltung sowie eine Geschichte, die vor allem schauspielerisch und dramaturgisch zu überzeugen wisse.
Auch Heike Hupertz lobte in der Frankfurter Allgemeinen Zeitung die Serie als „superb gespielt von Sebastian Koch und dem Ensemble“. Kühl bis zum Frösteln gefilmt, sei der Look von Beginn an düster und werde immer düsterer. Die Musik tue ein Übriges. Wer gemeint habe, dass die Vorgänge rund um das Ibizavideo eine humoristische Komponente besäßen, werde auf ihren nackten Ernst gestoßen.
Der Kritiker Joachim Leitner beurteilte die Serie in der Tiroler Tageszeitung als weit herausragend aus der „Masse der gängigen Fernsehkrimis“, besonders mit Blick auf die Besetzung, in der Moretti „als bodenständiger Großkotz“ brilliere.
Der Filmdienst vergab dreieinhalb von fünf möglichen Sternen und beurteilte die Serie als „spannende Adaption“ von Kvodo und „geschickt angepasst an österreichische Verhältnisse. Dass der Plot mitunter etwas konstruiert wirkt, fangen die atmosphärische Inszenierung und eindrucksvolle Figurengestaltungen auf.“

### Einschaltquoten
Die erste Folge erreichte bei der Erstausstrahlung am 9. April 2022 im Ersten 4,55 Millionen Zuschauer, der Marktanteil betrug 16,4 Prozent. Die zweite Folge sahen 4,14 Millionen Zuschauer bei einem Marktanteil von 14,7 Prozent. Die vierte Episode erreichte am selben Abend 3,67 Millionen Zuschauer, die letzten beiden Episoden am Folgeabend 3,48 bzw. 3,12 Millionen Zuschauer, deren Marktanteil im Ersten bei bis zu 15,9 Prozent lag.
Im ORF fand die Erstausstrahlung bis zu 725.000 Zuschauer. Beim ersten Teil am 9. April 2021 waren durchschnittlich 655.000 Seher dabei, bei Teil 2 im Schnitt 521.000. Den dritten Teil am 10. April 2022 sahen durchschnittlich 645.000 Personen.
In der ARD Mediathek verzeichnete die Serie im ersten Quartal 2022 ab Veröffentlichung am 2. April 2022 insgesamt 7,1 Millionen Videoabrufe und zählte damit hinter Schneller als die Angst mit insgesamt 7,5 Millionen Videoabrufen zu den Produktionen mit den höchsten Abrufzahlen. Mit jeweils rund 1,2 Millionen Streamviews pro Folge gehörte Eurer Ehren neben Schneller als die Angst und Das Weiße Haus am Rhein und auch zu den meistaufgerufenen Serien des Jahres 2022 in der ARD Mediathek.
In den Streamingcharts der AGF Videoforschung belegten drei Episoden der Serie im April 2022 die Plätze eins bis drei.

## Auszeichnungen und Nominierungen
Deutscher Fernsehpreis 2022
- Nominierung in der Kategorie Bester Schauspieler (Sebastian Koch)[24][25]

Preis der Deutschen Akademie für Fernsehen 2022
- Nominierung in der Kategorie Schauspieler – Hauptrolle (Sebastian Koch)[26]

Deutsches Fernsehkrimi-Festival 2023
- Nominierung als Krimiserie des Jahres[27]

Deutscher Schauspielpreis 2023
- Nominierung in der Kategorie Dramatische Hauptrolle (Sebastian Koch)[28]